# Max Kanter
Max Kanter   (Cottbus, 22 d'octubre de 1997) és un ciclista alemany professional des del 2016 i actualment a l'XDS Astana Team. Combina la pista amb la carretera.

## Palmarès en ruta
- 2015
  - 1r al Copa del President de la Vila de Grudziądz
  - 1r als Tres dies d'Axel
  - Vencedor d'una etapa a la Volta a la Baixa Saxònia júnior
  - Vencedor d'una etapa al Gran Premi Rüebliland
- 2017
  -  Campió d'Alemanya en ruta sub-23
- 2018
  -  Campió d'Alemanya en ruta sub-23
  - Vencedor de 2 etapes a l'Olympia's Tour
- 2024
  - Vencedor d'una etapa a la Volta a Turquia
- 2025
  - 1r a la Famenne Ardenne Classic

### Resultats a la Volta a Espanya
- 2020. 112è de la classificació general

### Resultats al Giro d'Itàlia
- 2021. 116è de la classificació general
- 2023. 110è de la classificació general
- 2024. No surt a la 10a etapa
- 2025. 123è de la classificació general

## Palmarès en pista
- 2016
  -  Campió d'Alemanya en scratch